# Girolata

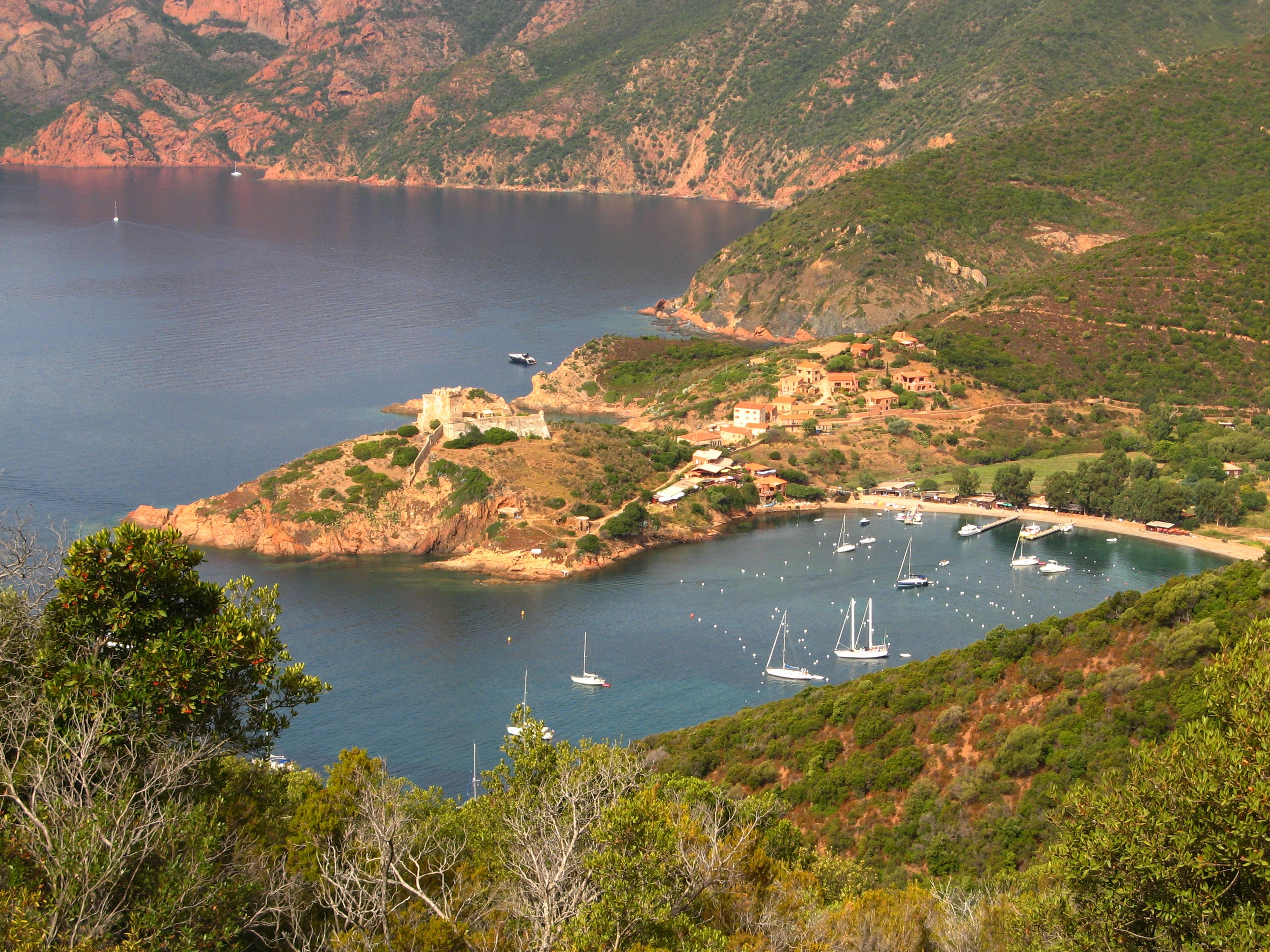
Bucht von Girolata mit Zitadelle

Das Dorf Girolata ist Teil der Gemeinde Osani an der Westküste Korsikas und liegt  auf der als Naturschutzgebiet ausgewiesenen Halbinsel La Scandola etwa 30 km nördlich von Porto. Die Halbinsel, die Bucht von Porto und Teile der südlich angrenzenden Küste wurden 1983 von der UNESCO in die Liste des Weltnaturerbes aufgenommen.

## Geographie
Die Bucht von Girolata wird vom Capu Seninu und der Punta Scandola begrenzt. Das ehemalige Fischerdorf mit ca. 100 Einwohnern umfasst zehn Häuser und die Ruine einer genuesischen Festung. Es ist nicht mit dem Auto, sondern nur zu Fuß über verschiedene Wanderwege erreichbar, u. a. verläuft auch der Fernwanderweg Mare e monti (ital.: Meer und Berge) über Girolata. Im Sommer laufen Ausflugsboote aus Calvi, L’Île-Rousse, Porto, Sagone, Cargèse und Ajaccio den Naturhafen von Girolata mehrmals täglich an.

## Galerie

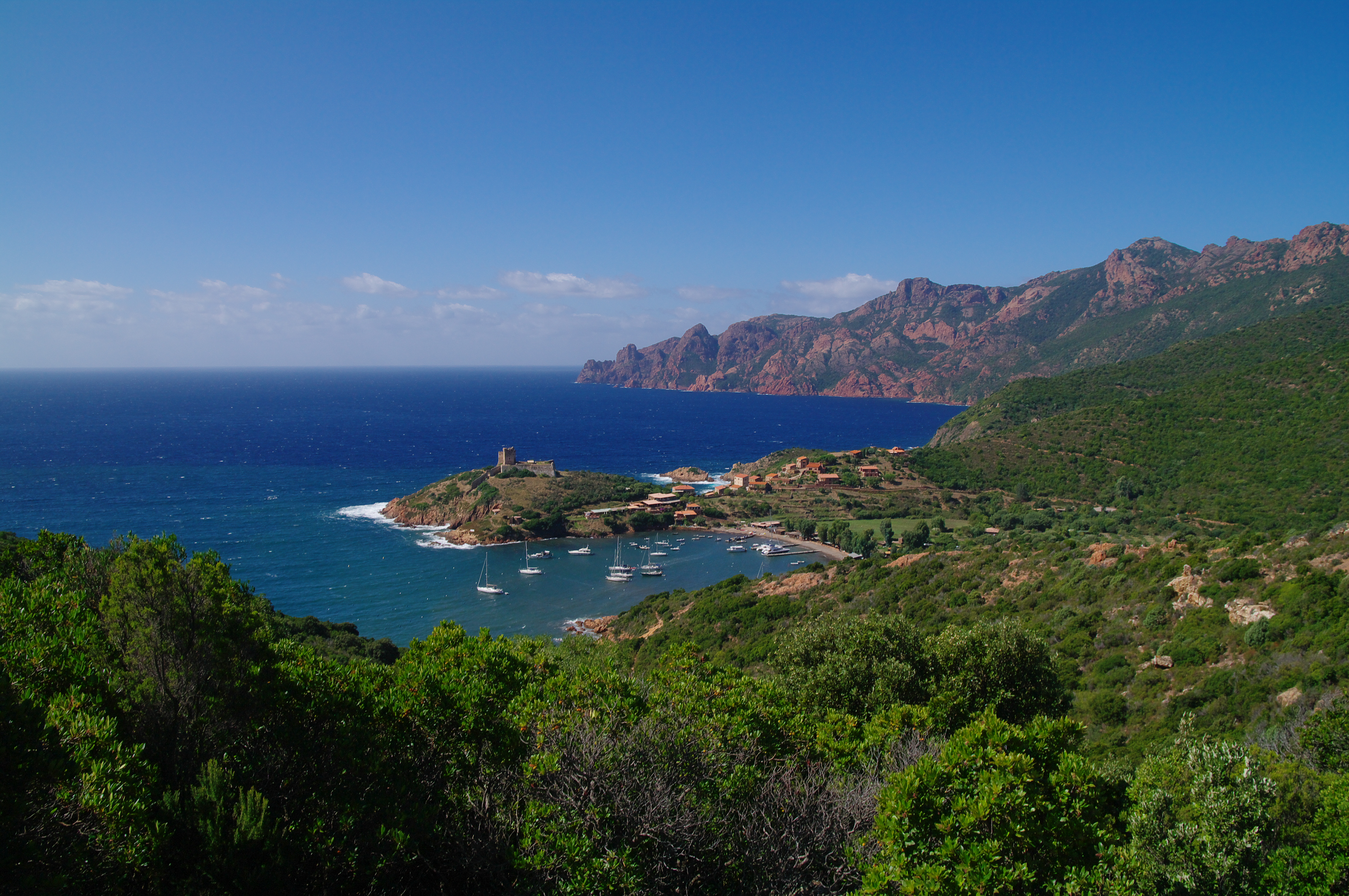
Girolata vom Wanderweg mare e monti aus, im Hintergrund die Halbinsel La Scandola
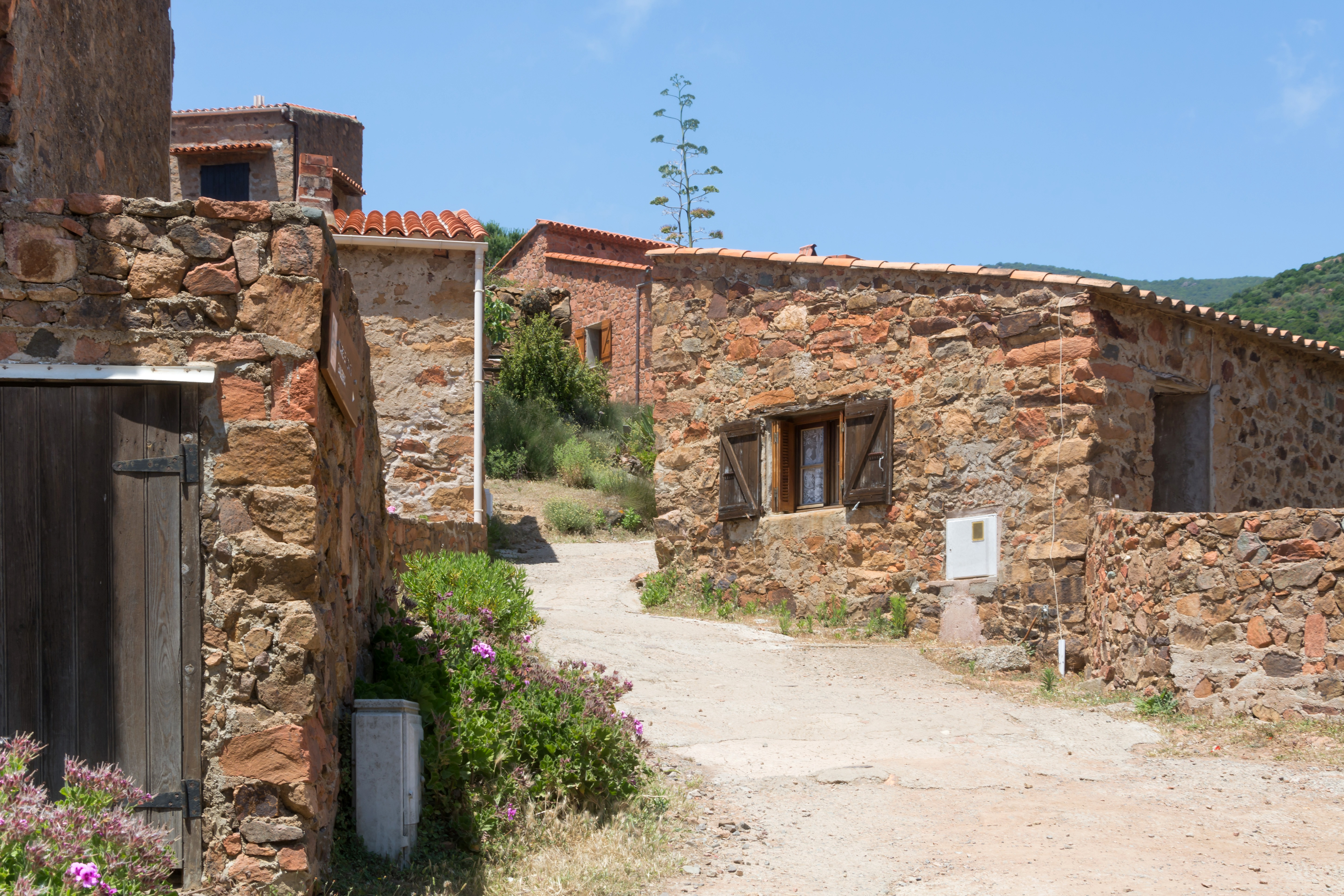
Straße im oberen Teil von Girolata
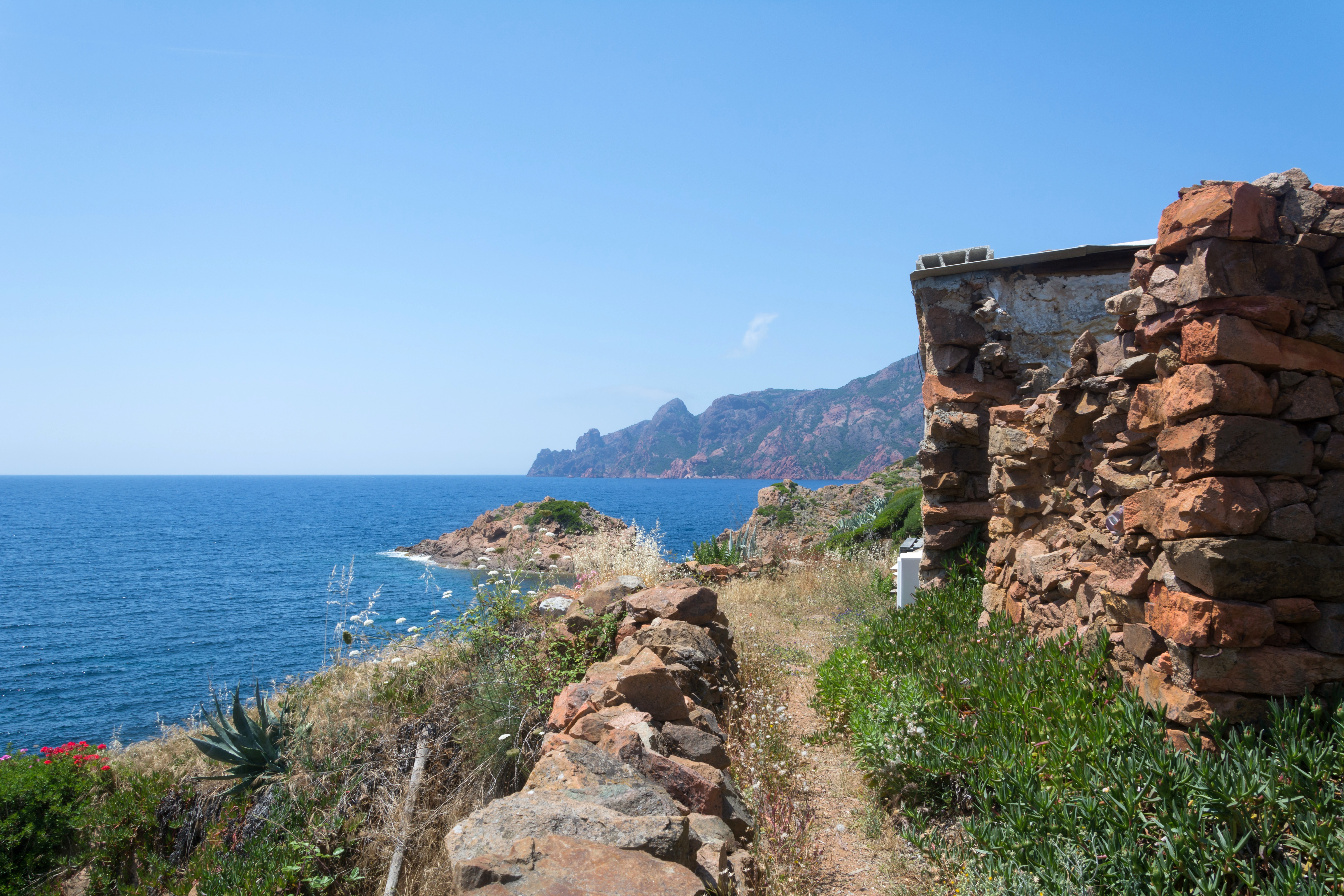
Blick auf Punta Scandola
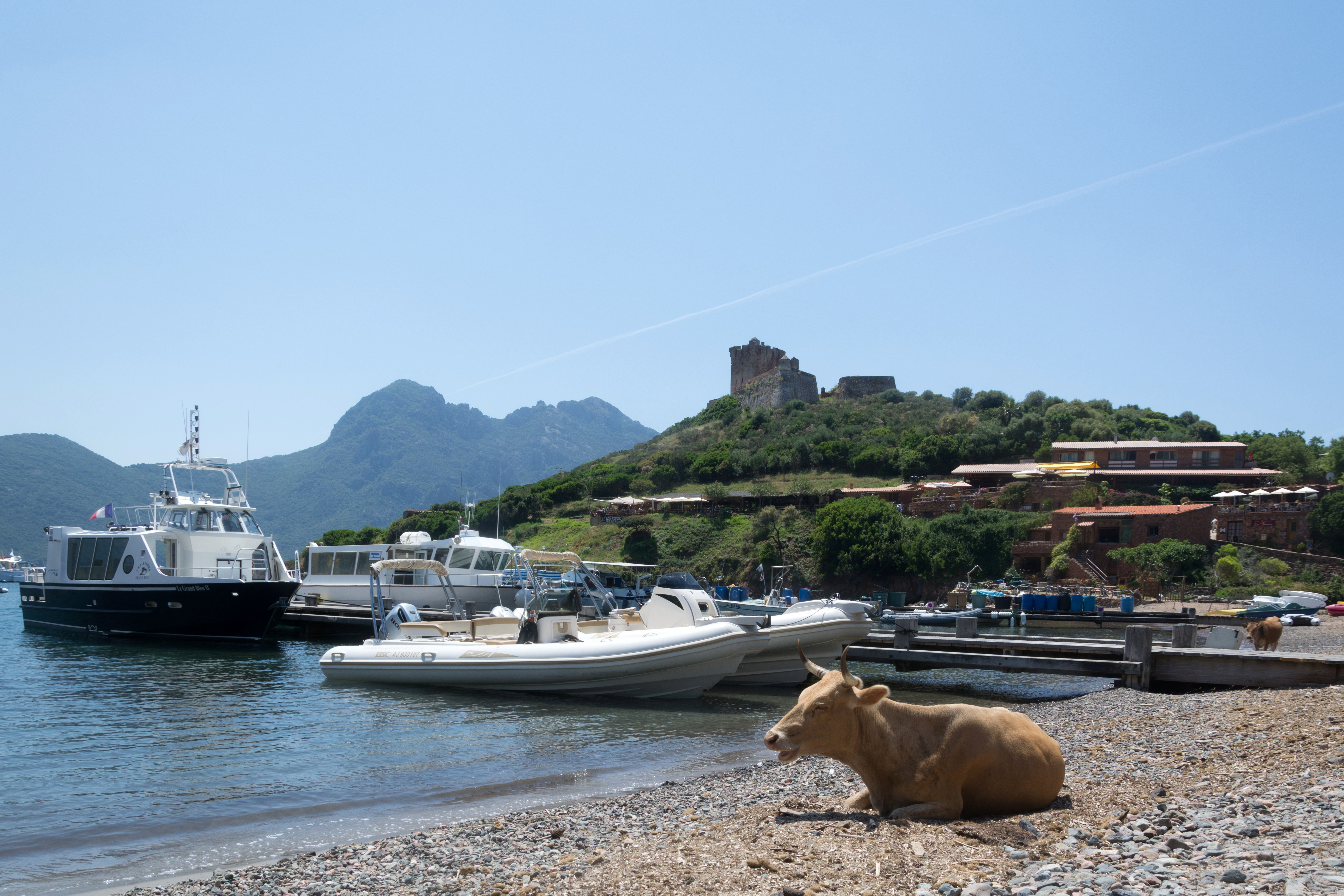
Kühe am Strand neben dem Landungssteg
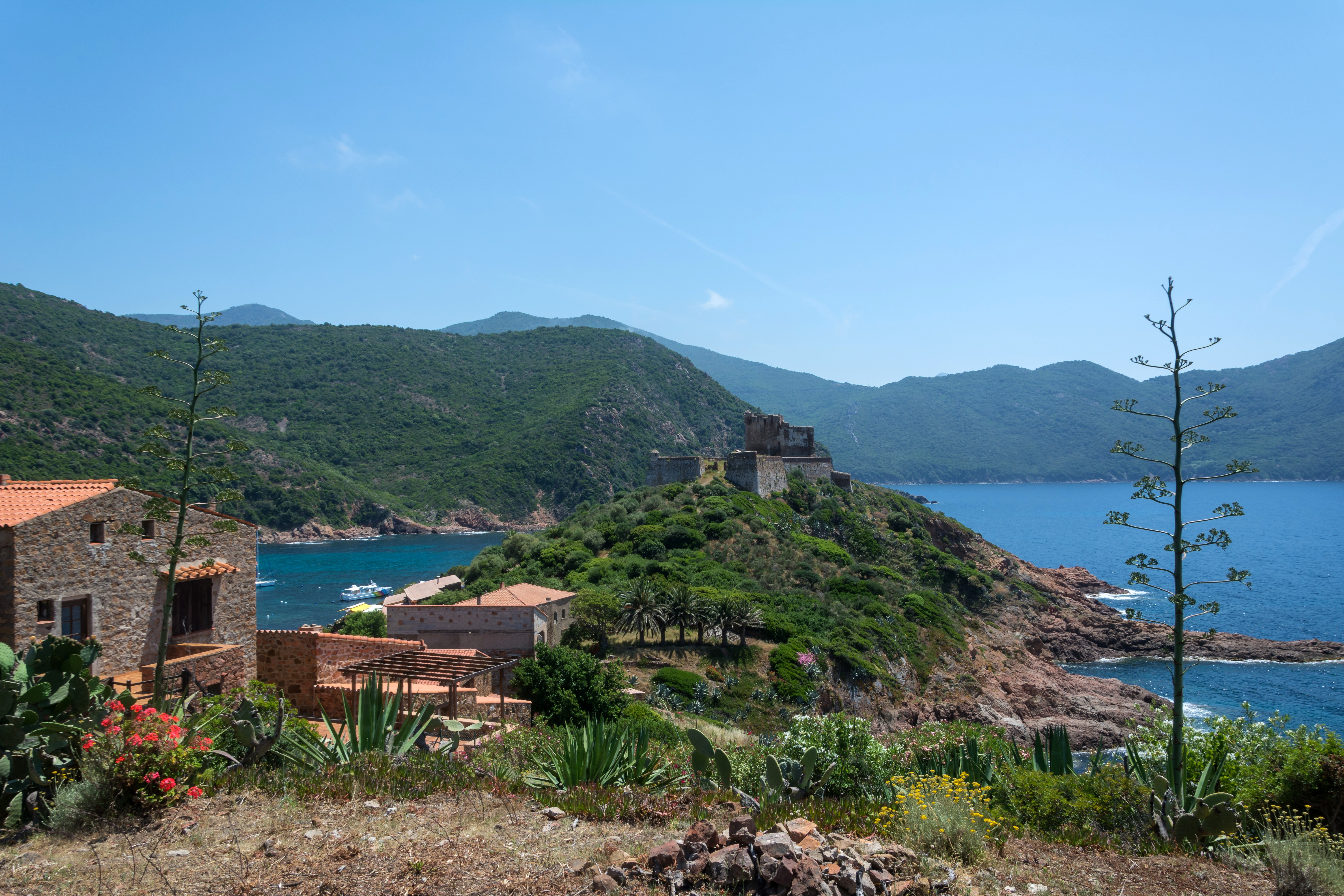
Fortin de Girolata war Teil der genuesischen Inselbefestigung